# Snickers

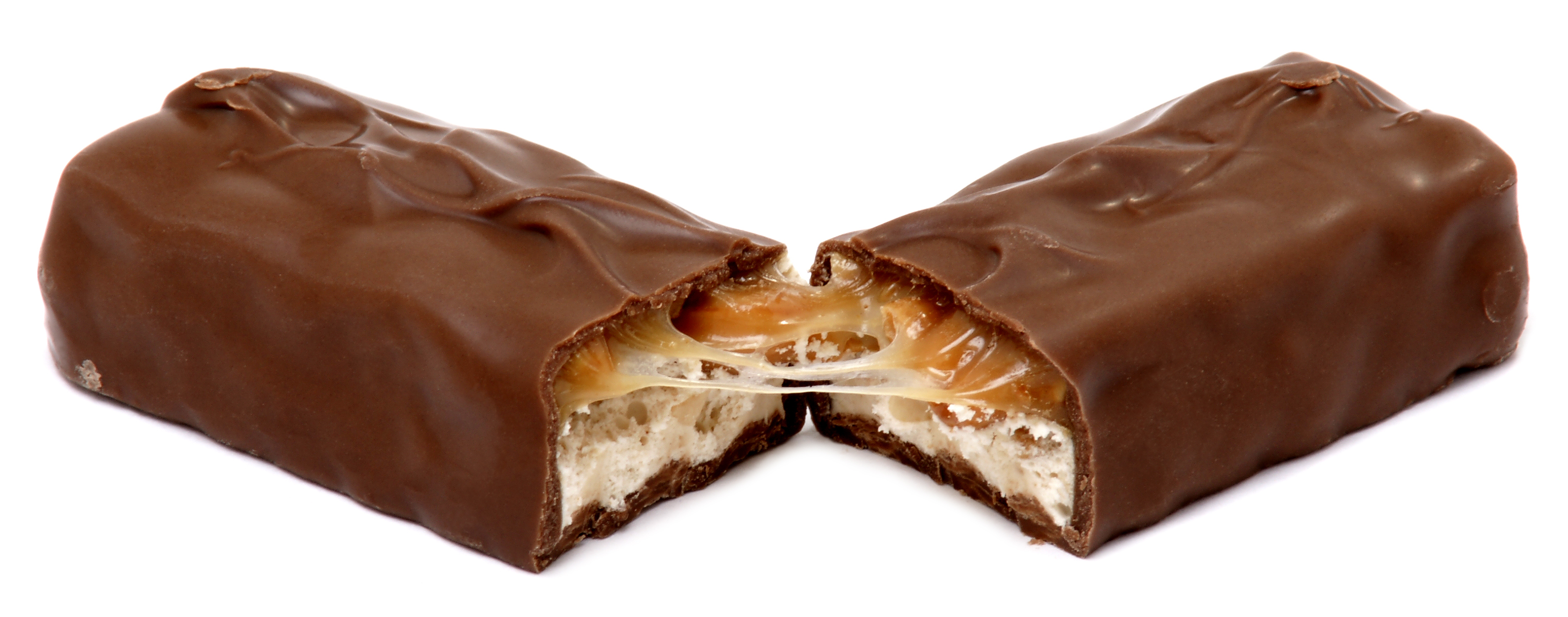
Un baton de Snickers rupt în două

Snickers este un baton de ciocolată creat în 1930 de Mars Incorporated. În compoziția sa intră nuga de alune acoperită cu arahide prăjite și caramel învelite în ciocolată cu lapte. Snickers aduce venituri anuale de 2 miliarde de dolari. Numele Snickers provine de la calul preferat al lui Frank Mars.
În Regatul Unit și Irlanda, Snickers a fost cunoscut până în 1990 cu numele Marathon.